# Rahamim Naouri
Rahamim Naouri est un rabbin français, né à Bône (aujourd'hui Annaba en Algérie) le 16 août 1902 et mort le 10 juillet 1985 à Jérusalem.
Durant les années 1950, on lui propose le poste de grand-rabbin séfarade d'Israël. Il refuse, estimant qu'un tel honneur ne lui revient pas. De plus, la situation des juifs d'Algérie était alors critique; il refuse d'abandonner sa communauté dans une telle période. Il donna par la suite une raison supplémentaire : cette fonction l'aurait forcé à entrer dans le jeu politique. Or il estime que religion et politique ne font pas bon ménage. 
Après l'indépendance de l'Algérie en 1962, il s'installe à Paris et intègre le consistoire israélite. 